# 幸田町立幸田小学校
幸田町立幸田小学校（こうたちょうりつ こうたしょうがっこう）は、愛知県額田郡幸田町にある公立の小学校である。

## 校区
- 大草、高力、鷲田、新田が校区である。公立中学校に進学する場合、幸田町立北部中学校に進学する[1]。

## 沿革
- 1872年（明治5年） - 郷学校として清風学校が開校。坂崎村、長嶺村、久保田村、大草村、高力村、上地村の児童が通学する。坂崎陣屋[注釈 1]を校舎とする。
- 1874年（明治7年） - 大草村、高力村が離脱し、額田郡第8中学校区第24番小学和衷校を設置する。大草村、高力村の児童が通学する。鷲田村、岩堀村に分教場を設置する。
- 1875年（明治8年） - 大草学校に改称する。校舎を新築し移転する。鷲田村の分教場が鷺田学校、岩堀村の分教場が岩堀学校として独立する。
- 1876年（明治9年） - 鷲田村、岩堀村、西脇村が合併し、菱池村となる。
- 1887年（明治20年） - 大草学校、鷺田学校、岩堀学校が合併し、尋常小学大草学校となる。
- 1888年（明治21年） - 校舎を新築する。
- 1889年（明治22年）10月1日 - 菱池村、北鷲田村、横落村、大草村、高力村が合併し、相見村が発足。
- 1892年（明治25年） - 相見尋常小学校に改称する。光石高等小学校を併設する。
- 1898年（明治25年） - 校舎を増築する。
- 1901年（明治34年） - 光石高等小学校が廃校となる。相見尋常小学校に高等科を設置し、相見尋常高等小学校に改称する。
- 1906年（明治39年）5月1日 - 坂崎村、相見村、深溝村が合併、広田村（こうだむら）が発足する。同時に広田尋常高等小学校と改称する。
- 1909年（明治42年） - 農業補習学校を併設する。広田村（こうだむら）が幸田村（こうだむら）に改称する。
- 1912年（大正元年） - 幸田尋常高等小学校に改称する。
- 1918年（大正7年） - 校舎を増築する。
- 1921年（大正10年） - 校舎を改築する。
- 1931年（昭和6年） - 坂崎尋常小学校と荻谷尋常小学校が幸田尋常高等小学校に統合される。坂崎分教場、荻谷分教場を設置する。
- 1932年（昭和7年） - 坂崎分教場が坂崎尋常小学校、荻谷分教場が荻谷尋常小学校として独立する。
- 1935年（昭和10年） - 校舎を増築する。
- 1941年（昭和16年）4月1日 - 幸田国民学校に改称する。
- 1947年（昭和22年）4月1日 - 幸田村立幸田小学校に改称する。
- 1952年（昭和27年）4月1日 - 幸田村が町制施行し、幸田町（こうだちょう）となる。同時に幸田町立幸田小学校に改称する。
- 1954年（昭和29年）8月1日 - 幸田町と豊坂村が合併し、額田郡幸田町（こうたちょう）となる。同時に町名に合わせて、幸田小学校の読みが「こうだしょうがっこう」から「こうたしょうがっこう」に変更される。
- 1964年（昭和39年） - 体育館が完成する。
- 1974年（昭和49年）
  - 3月18日 - 新校舎（鉄筋コンクリート造）が完成する。
  - 7月 - プールが完成する。
- 1980年（昭和55年）4月 - 幸田町立中央小学校を分離する。岩堀地区が幸田小学校校区から中央小学校校区に移る。
- 1981年（昭和56年） - 北校舎が完成する。
- 1987年（昭和62年） - 新体育館が完成する。
- 2008年（平成20年） - 校舎を増築する｡北側の校舎が完成する｡
- 2017年（平成29年） - 校舎を増築する｡南側の校舎が完成する｡

## 交通アクセス
- 東海道本線相見駅下車、徒歩約25分。
- えこたんバス北ルート「幸田小学校」バス停より徒歩すぐ。

## 周辺施設
- 愛知県立幸田高等学校
- 幸田町立北部中学校
- 幸田町立中央小学校
- 大草保育園
- ハッピネス・ヒル・幸田
  - 幸田町民会館
  - 幸田町立図書館
  - 幸田町民プール

## 出身者
- 成瀬敦 - 第9代幸田町長[2]